# Sabana Eneas
Sabana Eneas es un barrio ubicado en el municipio de San Germán en el estado libre asociado de Puerto Rico. En el Censo de 2010 tenía una población de 1992 habitantes y una densidad poblacional de 235,93 personas por km².

## Geografía
Sabana Eneas se encuentra ubicado en las coordenadas 18°5′17″N 67°5′34″O / 18.08806, -67.09278. Según la Oficina del Censo de los Estados Unidos, Sabana Eneas tiene una superficie total de 8.44 km², de la cual 8.43 km² corresponden a tierra firme y (0.12%) 0.01 km² es agua.

## Demografía
Según el censo de 2010, había 1992 personas residiendo en Sabana Eneas. La densidad de población era de 235,93 hab./km². De los 1992 habitantes, Sabana Eneas estaba compuesto por el 78.06% blancos, el 7.08% eran afroamericanos, el 0.45% eran amerindios, el 0.05% eran isleños del Pacífico, el 12.35% eran de otras razas y el 2.01% pertenecían a dos o más razas. Del total de la población el 98.9% eran hispanos o latinos de cualquier raza.